# Theophilos Corydalleus

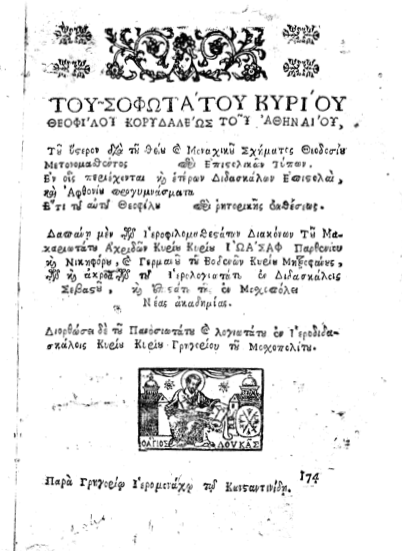
Titelseite einer griechischen Ausgabe der Rhetorik

Theophilos Corydalleus (griechisch Θεόφιλος Κορυδαλεύς Theofilos Korydalefs, ursprünglich Nicephorus Corydalleus; * 1563 in Korydallos bei Athen; † 1646 in Athen) war ein neu-aristotelischer Philosoph. Sein Heimatort, auf den sein Name zurückgeht, wurde ihm zu Ehren 1923 von Pachy wieder in Korydallos umbenannt.
Corydalleus lehrte in Athen und Konstantinopel auf Griechisch, Italienisch und Latein und später am Flanginianischen Kolleg in Venedig. Er übersetzte und veröffentlichte zahlreiche Schriften aus dem Lateinischen, so etwa eine von Cesare Cremonini kommentierte Ausgabe des Aristoteles (gedruckt in Leyden). 1625 erschien seine Rhetorik bei seinem Schüler und Verleger Nikodemus Metaxas in London, die 1786 wieder in Venedig aufgelegt wurde. Eine Freundschaft verband ihn mit Kyrillos Loukaris, ein Schüler von ihm war Germanus, Erzbischof von Nyssa.